# Temporada de vendimia
Temporada de vendimia (Vintage Season en el original) es una novela corta de ciencia ficción de los autores estadounidenses Catherine L. Moore y Henry Kuttner, publicada bajo el seudónimo conjunto de "Lawrence O'Donnell" en septiembre de 1946. Se ha incluido en antologías muchas veces y fue seleccionada para The Science Fiction Hall of Fame, Volumen 2A.

## Autoría
A menudo se dice que esta historia es de Moore o "casi en su totalidad" de ella, pero los académicos no están seguros de cuánto estuvo involucrado Kuttner y al menos uno le da algo de crédito.

## Sinopsis
La historia se desarrolla en una ciudad estadounidense sin nombre en el momento de su publicación. Hay varias menciones de lo hermoso que es el clima.
Oliver Wilson alquila una vieja mansión a tres vacacionistas durante el mes de mayo. Quiere deshacerse de ellos para poder vender la casa a alguien que le ha ofrecido tres veces su valor, siempre que el comprador pueda mudarse durante el mes de mayo. Su prometida, Sue, insiste en que se las arregle para que se vayan para poder vender la casa, dándoles suficiente dinero para su inminente matrimonio.
Los inquilinos son un hombre, Omerie Sancisco, y dos mujeres, Klia y Kleph Sancisco. Fascinan a Oliver con la perfección de su apariencia y modales, su extraña actitud de saber todo, y su secretismo sobre su origen y su insistencia en esa casa en ese momento. Los intentos poco entusiastas de Oliver de desalojarlos se derrumban cuando se siente atraído por Kleph. El misterio se profundiza con los comentarios que ella deja escapar, con la tecnología poco espectacular pero avanzada de las cosas que tiene en su habitación, incluida una "sinfonía" grabada que involucra todos los sentidos con imágenes de desastres históricos, y con la aparición de los posibles compradores , una pareja del mismo país, que planta un "subsónico" en la casa destinado a expulsar a los residentes.
Al escuchar a Kleph cantar "Ven a esconderte, amor, a mí" del prólogo de los Cuentos de Canterbury de Chaucer, Oliver se da cuenta de que ella y sus amigos son viajeros del futuro. Presiona a Kleph para que admita que están visitando las estaciones más perfectas de la historia, como un otoño a finales del siglo XIV en Canterbury. Oliver ve una cicatriz curada en su brazo, que se apresura a cubrir y admite con evidente vergüenza que es una vacuna; la razón de su vergüenza se aclarará solo al final.
A finales de mayo, más viajeros en el tiempo visitan la casa. Un meteorito aterriza cerca, destruyendo edificios e iniciando incendios, el "espectáculo" con el que los viajeros del tiempo querían terminar su visita. La casa de Oliver sobrevive, como los visitantes ya sabían que sucedería.
Los viajeros del tiempo parten para la coronación de Carlomagno en 800, excepto Cenbe, el genio que compuso la sinfonía que Oliver había experimentado. En conversación con Oliver, Cenbe admite que los viajeros en el tiempo podrían prevenir los desastres que saborean, pero no lo hacen porque cambiar la historia evitaría que su cultura llegue a existir. Oliver va a su habitación, sintiéndose enfermo.
En una breve escena ambientada en el futuro, se representa la versión final de la sinfonía de Cenbe, que incluye una poderosa imagen de un rostro, aparentemente el de Oliver en la "crisis emocional" inducida por su conversación con Cenbe.
Oliver escribe una advertencia sobre los viajeros en el tiempo, que espera que cambie la historia. Sin embargo, muere de una nueva plaga, aparentemente traída a la Tierra por el meteoro. La casa y el mensaje no leído se destruyen en un esfuerzo inútil de cuarentena.
Lo que se conocería como "La Muerte Azul" entra en la historia como un desastre comparable con la Peste Negra de la Edad Media, siendo ambas partes de la sinfonía de Cenbe (así como la Gran Peste de Londres). Finalmente, la humanidad se las arregla para desarrollar una cura y una vacuna contra ella, que se les daría a los viajeros en el tiempo que regresan a este período, pero eso llega demasiado tarde para Oliver Wilson y muchos otros.

## Recepción
Los lectores inmediatamente aclamaron la historia. Se la ha llamado "grandiosa", "quizás la máxima expresión del arte de Catherine L. Moore", "su obra maestra", "inquietantemente memorable", "clásica" y "una de las historias más brillantes de la ciencia ficción moderna". Un crítico elogió su "suspenso cuidadosamente controlado".

## Trabajos derivados
Robert Silverberg escribió una historia sobre las secuelas, "En otro país", que se publicó en la revista Science Fiction de Isaac Asimov en 1989 y se reimprimió con Temporada de vendimia como Tor Double en 1990. Silverberg también abordó el tema de los viajes en el tiempo turísticos en su novela "Up the Line".
La película estadounidense de 1992 Timescape, también titulada Grand Tour: Disaster in Time, se basó libremente en esta novela, aunque con un final feliz sustituido por la sombría conclusión del original de Moore.